# Gerard van Velde

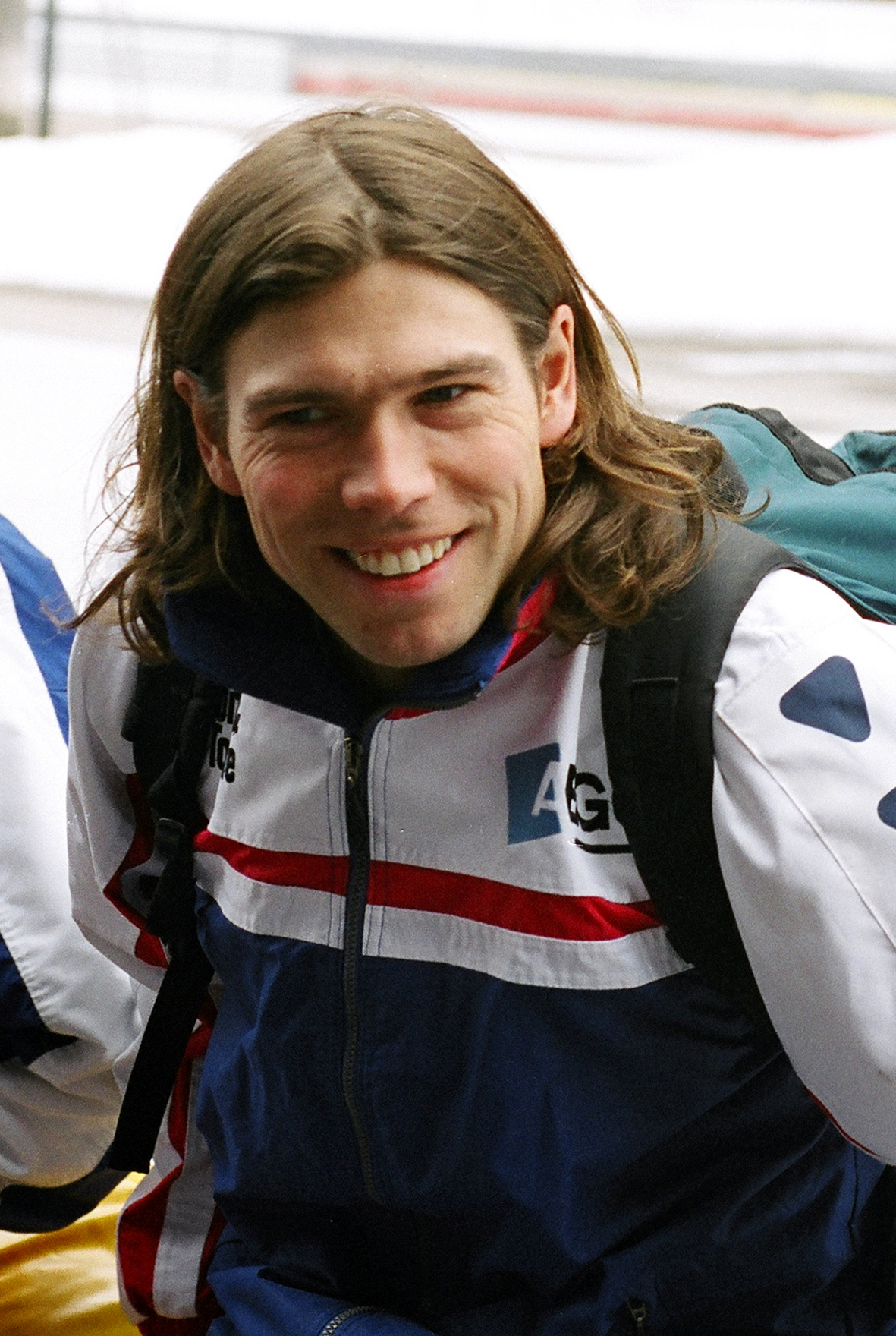
Gerard van Velde

Gerard Pieter Hendrik van Velde (* 30. November 1971 in Wapenveld) ist ein niederländischer Eisschnellläufer.
Er gehörte seit Anfang der 1990er Jahre zu den besten niederländischen Eisschnellläufern, verpasste aber bei den Olympischen Winterspielen 1992 und 1994 jeweils knapp eine Medaille.
Die Einführung von Klappschlittschuhen begann Ende der 1990er Jahre. Van Velde konnte sich an die neuen Schuhe nicht gewöhnen und beendete seine Karriere. Der niederländische Eisschnellläufer Rintje Ritsma suchte jedoch einen Trainingspartner und so begann van Velde wieder mit dem Eisschnelllauf und konnte sich 2002 sogar wieder für die Olympischen Winterspiele, diesmal in Salt Lake City, qualifizieren. Dort gewann er etwas überraschend mit Weltrekord die Goldmedaille über 1000 Meter.
Vier Jahre später konnte er sich nicht für die Spiele in Turin qualifizieren.